# Bernd Drogan
Bernd Drogan, né le 26 octobre 1955 à Döbern, est un coureur cycliste allemand. Actif durant les années 1970 et 1980, intégré dans l'équipe nationale de la RDA, il a notamment été deux fois champion du monde du contre-la-montre par équipes, en 1979 et 1981. Il a été élu sportif est-allemand de l'année en 1979 et 1982. Cette année-là il avait enlevé le titre de champion du monde individuel sur route amateurs.

## Palmarès, résultats et distinctions

### Palmarès par année
- 1971
  -  Champion de RDA du contre-la-montre par équipes juniors

- 1972
  -  Champion de RDA sur route juniors
  -  Champion de RDA de poursuite juniors
  -  Champion de RDA du contre-la-montre par équipes juniors

- 1973
  -  Champion de RDA sur route juniors
  -  Champion de RDA du critérium juniors
  -  Champion de RDA de poursuite juniors
  -  Champion de RDA de cyclo-cross juniors
  -  Champion de RDA du contre-la-montre par équipes juniors

- 1976
  - Tour du Harz (de)
  - 8e étape du Tour de RDA
  - 5e étape de Francfort-Berlin
  - 2e du championnat de RDA du contre-la-montre par équipes
  - 2e du championnat de RDA de la montagne
  - 2e de Prague-Karlovy Vary-Prague

- 1977
  -  Champion de RDA de la montagne
  - Classement général du Tour du Vaucluse
  - 7e étape de la Course de la Paix
  - Tour de Bohême :
    - Classement général
    - 1rea étape (contre-la-montre)

  - Classement général du Tour de RDA
  - 1re et 10e étapes du Tour de Slovaquie
  - 2e étape de Neubrandenbourg-Dresde
  - 3e étape de Bischofswerda-Burkau
  - 2e du championnat de RDA du contre-la-montre par équipes
  - 2e du championnat de RDA du contre-la-montre
  - 2e du Tour de Slovaquie

- 1978
  -  Champion de RDA du contre-la-montre
  -  Champion de RDA de la montagne
  - Circuit de la Sarthe :
    - Classement général
    - 4ea étape (contre-la-montre)

  - Tour de RDA :
    - Classement général
    - 1re et 3e étapes

  - 3e du Tour de Bulgarie

- 1979
  -  Champion du monde du contre-la-montre par équipes (avec Falk Boden, Hans-Joachim Hartnick et Andreas Petermann)
  - 7ea (contre-la-montre), 12e (contre-la-montre) et 13e étapes de la Course de la Paix
  - Tour de RDA :
    - Classement général
    - 5e étape (contre-la-montre)

  - Tour de Roumanie :
    - Classement général
    - 2 étapes

  - 4e étape du Dookoła Mazowsza (contre-la-montre)
  - 3e étape de la Lausitz Cup
  - 2e du championnat de RDA du contre-la-montre
  - 3e du Tour de Thuringe
  -  Médaillé de bronze au championnat du monde sur route amateurs

- 1980
  - Halle-Herseburg-Halle
  - Halle-Karl Marx Stadt-Halle
  - 4eb étape du Tour du Vaucluse (contre-la-montre)
  - Prologue (contre-la-montre par équipes) et 7e étape du Tour de RDA
  -  Médaillé d'argent du contre-la-montre par équipes aux Jeux olympiques
  - 2e du championnat de RDA de cyclo-cross

- 1981
  -  Champion du monde du contre-la-montre par équipes (avec Falk Boden, Mario Kummer et Olaf Ludwig)
  -  Champion de RDA du contre-la-montre
  - Prologue et 4e (contre-la-montre par équipes) du Tour de Cuba
  - 8e étape du Tour de Basse-Saxe
  - 2e du Tour de l'Yonne
  - 2e du championnat de RDA de la montagne

- 1982
  -  Champion du monde sur route amateurs
  -  Champion de RDA du critérium
  -  Champion de RDA du contre-la-montre par équipes
  - Grand Prix ZTS Dubnica nad Vahom :
    - Classement général
    - 1 étape

  - 4e étape du Tour de Basse-Autriche
  - Tour de RDA :
    - Classement général
    - Prologue et 1re étape

  - Classement général de la Lausitz Cup
  - 3e et 5e étapes du Tour de Slovaquie
  - 2e étape du Tour de l'Avenir (contre-la-montre par équipes)
  - 2e du championnat de RDA sur route
  - 3e du Tour de Basse-Autriche
  - 3e du championnat de RDA du contre-la-montre
  - 3e du Tour de Slovaquie

- 1983
  - Prologue du Tour des régions italiennes
  - 7e étape du Tour de RDA
  - Tour de Slovaquie :
    - Classement général
    - 6e étape

  - 7e étape du Tour de l'Avenir
  - 7e du Tour de l'Avenir

- 1984
  -  Médaillé d'or du contre-la-montre par équipes aux Jeux de l'Amitié (avec Uwe Ampler, Falk Boden et Mario Kummer)
  - 6ea étape du Tour de Normandie
  - 1re étape du Tour de RDA
  - 2e du Tour de Normandie
  - 2e du Tour de RDA
  - 3e du Tour de Basse-Autriche

- 1985
  - Zielona Góra-Cottbus :
    - Classement général
    - 1 étape

- 1986
  - Zielona Góra-Cottbus :
    - Classement général
    - 4e étape

### Résultats sur les grandes courses

#### Course de la Paix
- 1976 : 11e
- 1977 : 6e, vainqueur de la 7e étape
- 1979 : 8e, vainqueur des 7ea (contre-la-montre), 12e (contre-la-montre) et 13e étapes
- 1983 : 31e

#### Tour de l'Avenir
- 1982 : 25e
- 1983 : 7e

### Distinctions
- sportif est-allemand de l'année : 1979 et 1982